# Draft de la NBA de 1956
El Draft de la NBA de 1956 fue el décimo draft de la National Basketball Association (NBA). El draft se celebró el 30 de abril de 1956 antes del comienzo de la temporada 1956-57. 
En este draft, ocho equipos de la NBA seleccionaron a jugadores amateurs del baloncesto universitario. En cada ronda, los equipos seleccionaron en orden inverso al registro de victiorias-derrotas en la temporada anterior, excepto los equipos campeón y subcampeón, a los que les fueron asignadas las dos últimas elecciones del draft. El draft consistió de diez rondas y 92 jugadores fueron seleccionados.

## Selecciones y notas del draft
Sihugo Green, de la Universidad de Duquesne, fue seleccionado en la primera posición por Rochester Royals. Tom Heinsohn, del College of the Holy Cross, fue seleccionado antes del draft como elección territorial de Boston Celtics, y ganó el Rookie del Año de la NBA en su primera temporada. Bill Russell, de la Universidad San Francisco, fue escogido en la segunda posición por St. Louis Hawks e inmediatamente fue traspasado a Boston Celtics a cambio de Ed Macauley y Cliff Hagan. Tres jugadores de este draft, Tom Heinsohn, Bill Russell y K. C. Jones, fueron incluidos posteriormente en el Basketball Hall of Fame. Elgin Baylor y Sam Jones, seleccionados por Minneapolis Lakers en las últimas rondas, también entraron en el Basketball Hall of Fame, aunque no jugaron en la liga inmediatamente después de este draft. En el Draft de la NBA de 1957, Sam Jones fue seleccionado en primera ronda por Boston Celtics, con quien jugó durante toda su carrera profesional. En el Draft de la NBA de 1958, Elgin Baylor fue elegido en primera posición por los Lakers, el único equipo en su carrera.

## Leyenda
|  | Denota jugador miembro del Basketball Hall of Fame                   |
|  | Denota jugador que ha sido seleccionado al menos en un All-Star Game |
|  | Denota jugador que nunca ha jugado en la NBA                         |

## Draft

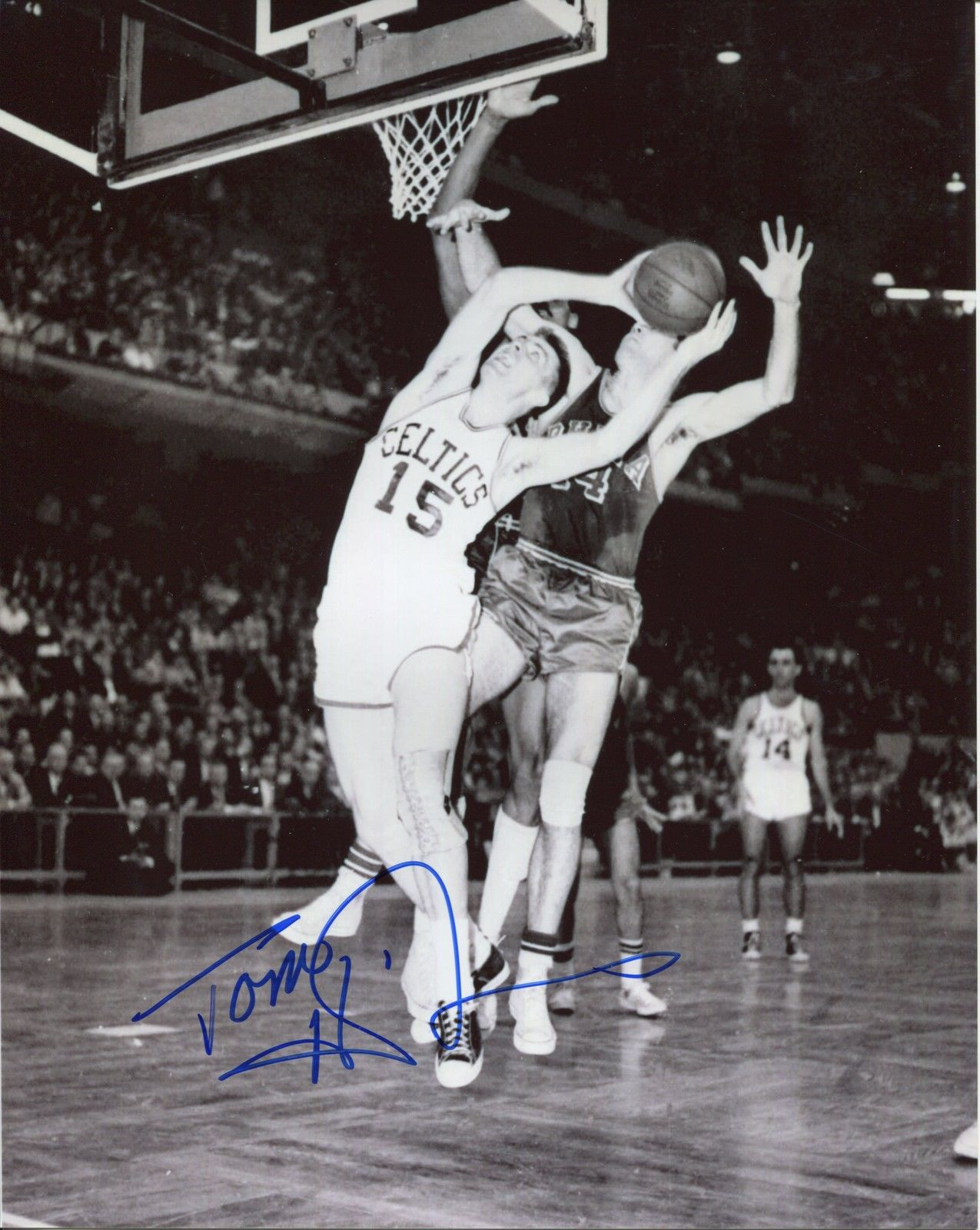
Tom Heinsohn fue la elección territorial de Boston Celtics.

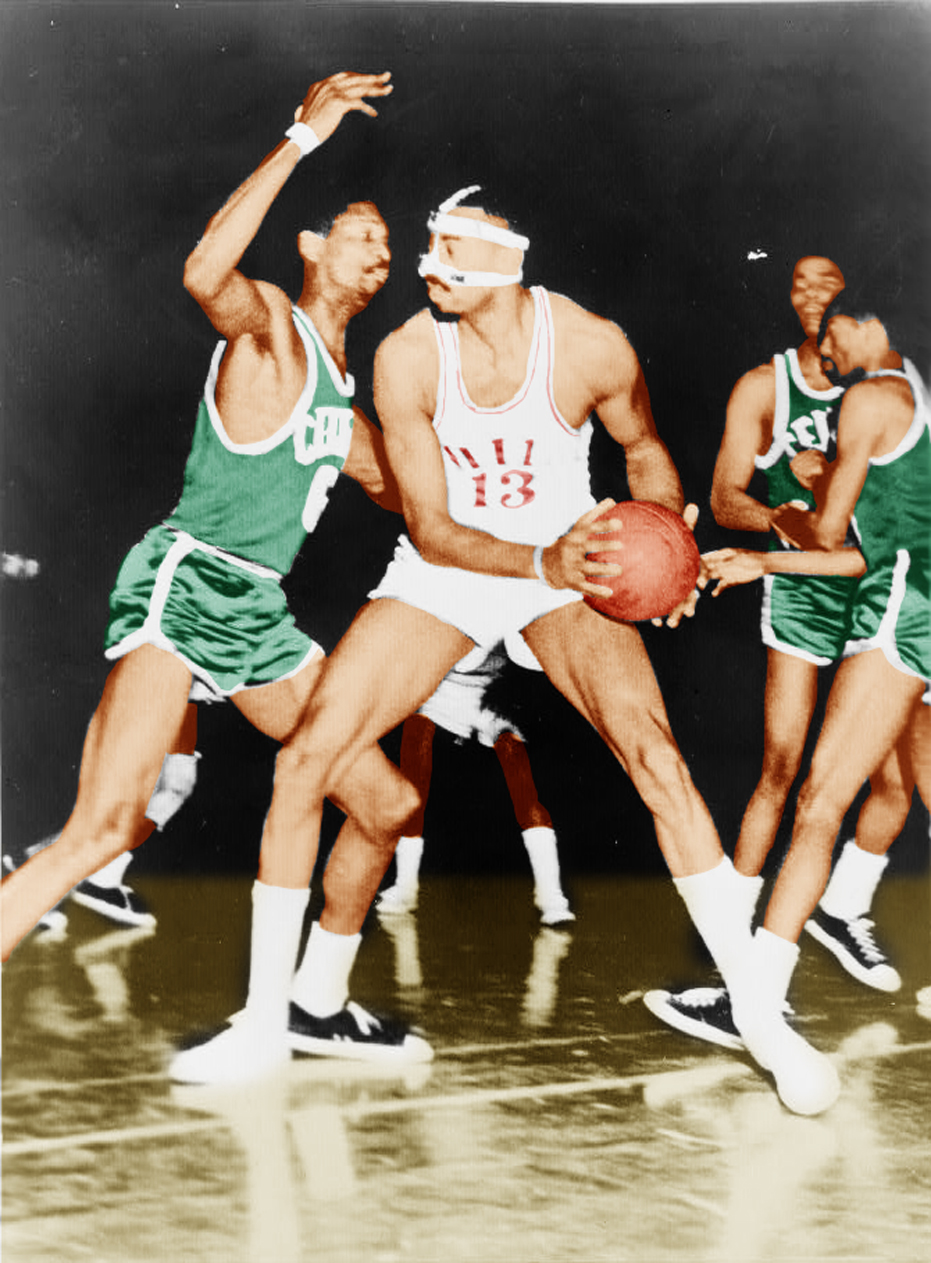
Bill Russell (izq.) fue seleccionado en la 2ª posición.

| Ronda | Pick | Jugador         | Posición | Nacionalidad   | Equipo                                     | Universidad       |
| ----- | ---- | --------------- | -------- | -------------- | ------------------------------------------ | ----------------- |
| T     | –    | Tom Heinsohn    | F/C      | Estados Unidos | Boston Celtics                             | Holy Cross        |
| 1     | 1    | Sihugo Green    | G/F      | Estados Unidos | Rochester Royals                           | Duquesne          |
| 1     | 2    | Bill Russell    | C        | Estados Unidos | St. Louis Hawks (traspasado a Boston)      | San Francisco     |
| 1     | 3    | Jim Paxson      | G/F      | Estados Unidos | Minneapolis Lakers                         | Dayton            |
| 1     | 4    | Ronnie Shavlik  | F        | Estados Unidos | New York Knicks                            | NC State          |
| 1     | 5    | Joe Holup       | F        | Estados Unidos | Syracuse Nationals                         | George Washington |
| 1     | 6    | Ron Sobieszczyk | G        | Estados Unidos | Fort Wayne Pistons (traspasado a New York) | DePaul            |
| 1     | 7    | Hal Lear        | G        | Estados Unidos | Philadelphia Warriors                      | Temple            |
| 2     | 8    | Bob Burrow      | F/C      | Estados Unidos | Rochester Royals                           | Kentucky          |
| 2     | 9    | Willie Naulls   | F/C      | Estados Unidos | St. Louis Hawks                            | UCLA              |
| 2     | 10   | Terry Rand      | C        | Estados Unidos | Minneapolis Lakers                         | Marquette         |
| 2     | 11   | Gary Bergen     | C        | Estados Unidos | New York Knicks                            | Utah              |
| 2     | 12   | Paul Judson     | F        | Estados Unidos | Syracuse Nationals                         | Illinois          |
| 2     | 13   | K. C. Jones     | G        | Estados Unidos | Boston Celtics                             | San Francisco     |
| 2     | 14   | Bob Kessler     | F        | Estados Unidos | Fort Wayne Pistons                         | Maryland          |
| 2     | 15   | Phil Rollins    | G        | Estados Unidos | Philadelphia Warriors                      | Louisville        |

## Otras elecciones
La siguiente lista incluye otras elecciones de draft que han aparecido en al menos un partido de la NBA.
| Ronda | Pick | Jugador         | Posición | Nacionalidad   | Equipo             | Universidad      |
| ----- | ---- | --------------- | -------- | -------------- | ------------------ | ---------------- |
| 3     | 16   | Dave Piontek    | F/C      | Estados Unidos | Rochester Royals   | Xavier (OH)      |
| 3     | 18   | Jerry Bird      | F        | Estados Unidos | Minneapolis Lakers | Kentucky         |
| 3     | 20   | Forest Able     | G        | Estados Unidos | Syracuse Nationals | Western Kentucky |
| 3     | 22   | Bill Thieben    | F/C      | Estados Unidos | Fort Wayne Pistons | Hofstra          |
| 4     | 24   | Johnny McCarthy | G        | Estados Unidos | Rochester Royals   | Canisius         |
| 4     | 28   | Swede Halbrook  | C        | Estados Unidos | Syracuse Nationals | Oregon State     |
| 4     | 29   | Dan Swartz      | F        | Estados Unidos | Boston Celtics     | Morehead State   |
| 5     | 33   | Norm Stewart    | F        | Estados Unidos | St. Louis Hawks    | Missouri         |
| 5     | 36   | Jim Ray         | G        | Estados Unidos | Syracuse Nationals | Toledo           |
| 6     | 42   | Phil Jordon     | F/C      | Estados Unidos | Minneapolis Lakers | Whitworth        |
| 7     | 50   | John Barber     | F        | Estados Unidos | Minneapolis Lakers | Cal State L.A.   |
| 10    | 74   | Bob Hopkins     | F/C      | Estados Unidos | Syracuse Nationals | Grambling        |
| –     | –    | Elgin Baylor    | F        | Estados Unidos | Minneapolis Lakers | Seattle          |
| –     | –    | Pat Dunn        | G        | Estados Unidos | New York Knicks    | Utah State       |
| –     | –    | Sam Jones       | G/F      | Estados Unidos | Minneapolis Lakers | NC Central       |

## Traspasos
1. ↑  En el día del draft, Boston Celtics adquirió los derechos de draft de la segunda elección Bill Russell de St. Louis Hawks a cambio de Ed Macauley y Cliff Hagan.[2]
2. ↑  En el día del draft, New York Knicks adquirió los derechos de draft de la sexta elección Ron Sobieszczyk de Fort Wayne Pistons a cambio de Gene Shue.[6]